# برون‌آرکاچ (امیرداغ)
برون‌آرکاچ (به ترکی استانبولی: Burunarkaç) یک منطقهٔ مسکونی در ترکیه است که در امیرداغ واقع شده‌است.